# Frank-Peter Bischof
Pour les articles homonymes, voir Bischof.
Frank-Peter Bischof, né le 20 août 1954 à  Forst, est un kayakiste est-allemand.
Il est médaillé de bronze de kayak à quatre sur 1 000 mètres aux Jeux olympiques d'été de 1976 à Montréal et cinquième de la finale de kayak monoplace sur 500 mètres aux Jeux olympiques d'été de 1980 à Moscou. 
Il est sacré champion du monde de kayak biplace sur 500 mètres en 1978 à Belgrade et champion du monde de kayak à quatre sur 1 000 mètres en 1981 à Nottingham. Il est vice-champion du monde de kayak à quatre sur 500 mètres ainsi que sur 1 000 mètres en 1982 à Belgrade et remporte la médaille de bronze en K-4 500 mètres aux Championnats du monde de course en ligne de canoë-kayak de 1981 à Nottingham.
Il est le mari de Martina Bischof, elle aussi médaillée olympique en canoë-kayak.